# 美能达AF Reflex 500mm f/8
Minolta AF Reflex 500mm f/8（或简称 500R ）是一枚由美能达公司于1989年推出的摄影镜头，可用于Minolta AF系统。
在2006年，索尼公司接手 Minolta AF 系统转而发布SONY α后，也选择了复刻该镜头。目前两款镜头皆已停产。

## 简介
折返镜头来源于望远镜中的折返设计，在摄影用的长焦/超长焦镜头中属于相当特殊的设计，可以在相当紧凑的体积内实现较长的焦距。折返镜头也和其他摄影镜头不同，一般为固定光圈，需要通过快门速度、胶片/感光元件的感光度以及中灰镜配合来控制曝光。
与其他大多数摄影用折返镜头不同，美能达的 500mm F8 折返镜头是135单反系统上唯一的可以实现自动对焦的折返镜头。无独有偶，美能达在自己的APS-C幅面可换镜头系统Vectis S上也生产了一枚 400mm F8 Reflex，亦可在搭配的机身上（使用胶片的Vectis S系列，及稍后的数码机型RD3000）实现自动对焦。
由于使用了反射式设计，该镜头的焦外会呈现极强的二线性，焦外光点会成为空心圆圈状，相比常见的镜头虚化有很大不同。

## 设计

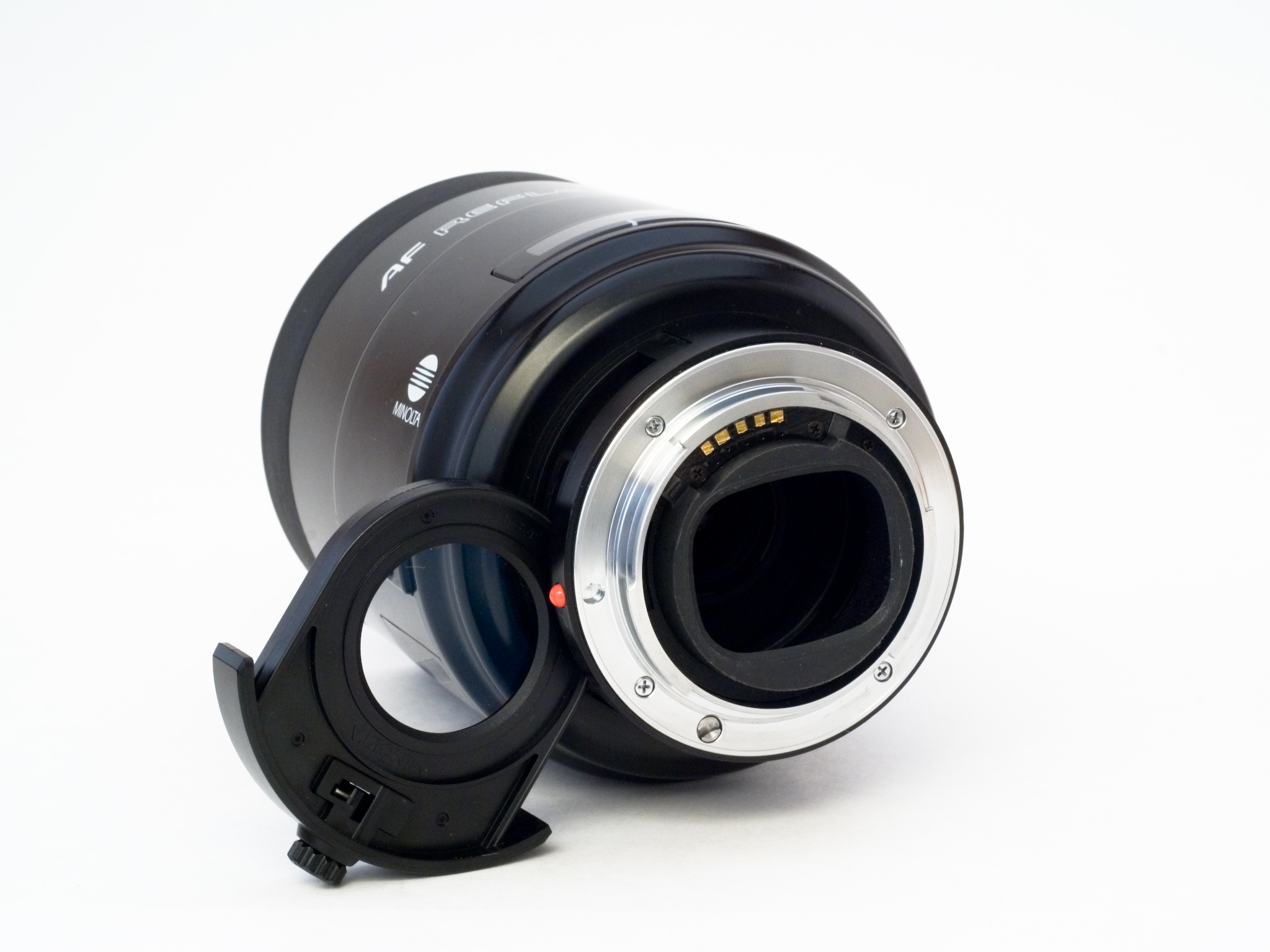
500R镜头的后置滤镜槽

美能达 500mm F8 Reflex 具备F8的固定光圈，无法调整；需要协同机身配合的快门速度与胶片感光度(传感器ISO)完成曝光控制。为了获得更大的曝光调节范围，通常还要使用中性灰度镜。500R 专门为此设计了后置滤镜槽，随镜配一片全透镜片与一片中灰镜。
135系统上的自动对焦系统，正常工作条件一般要求的镜头开放光圈不小于F6.7，盖因AF传感器需要足够的光线启动；且一般的折返镜头，位于前方的副反射镜会遮蔽AF用的光束而无法实现自动对焦。500R在设计上，提升后方主反射镜的光线汇聚能力，减小副反射镜面积，而在后方修正像差；而机身部分也采用高敏感CCD，使得可以在F8光圈下工作，甚至有使用者配合增距镜进行AF的记录。唯镜头设计限制，自动对焦时，只有中央点可以使用。

## 生产
美能达于1989年开始生产500R镜头，到2005年 Minolta AF 系统总结而停止生产。索尼版本的500R镜头，商品编号为SAL500F8，于2006年随α100一同推出，日本市场售价10万2,900円。索尼版本光学设计与美能达版本仅有外观上差别，甚至后口触点仍然保持为5接点设计，并不支持ADI高级积分闪光系统。
该镜头在2010年8月宣布停产。

Minolta 500mm Reflex 图集
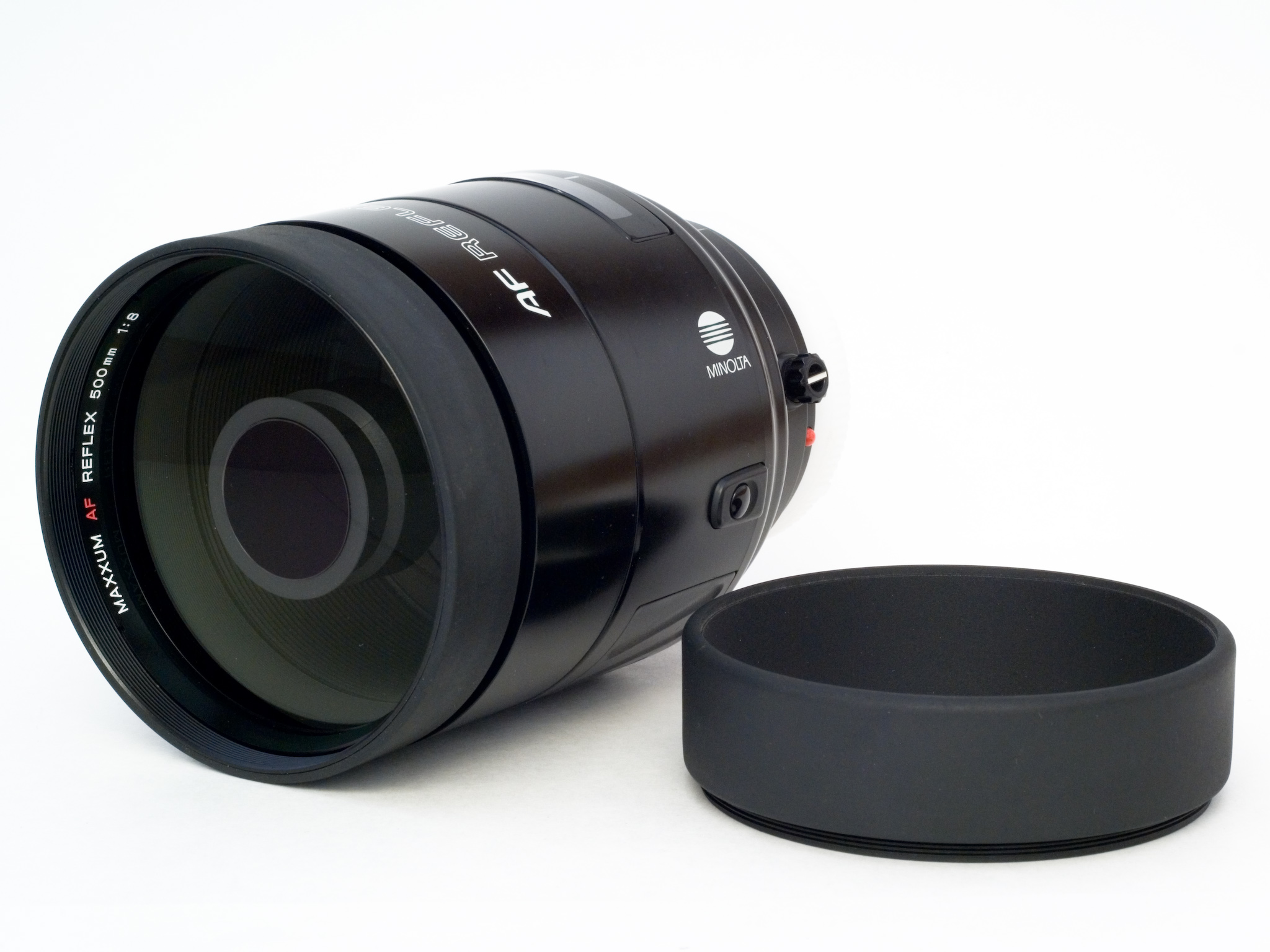
Minolta Reflex 500mm 卸下遮光罩时
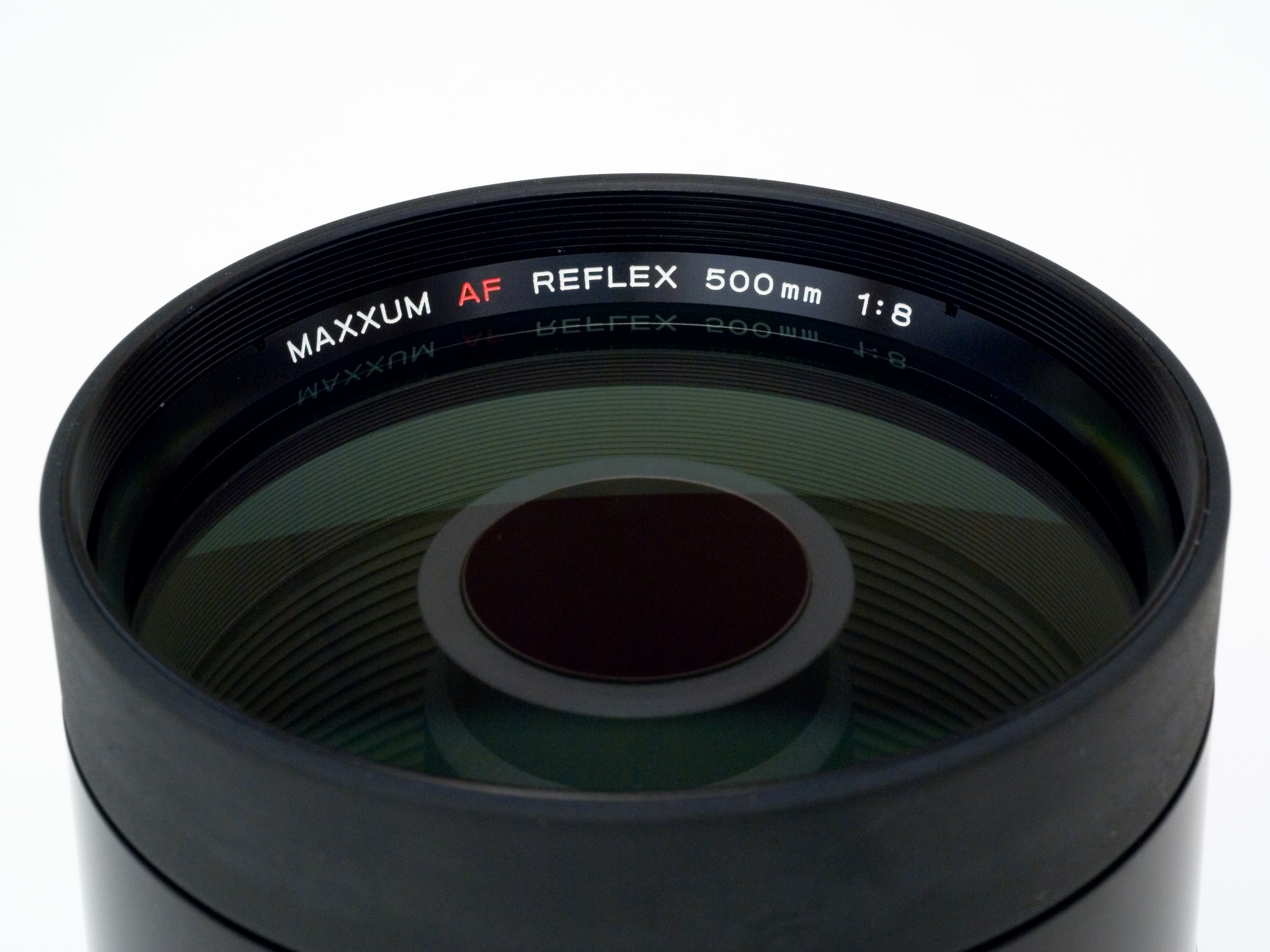
Minolta Reflex 500mm 前端设计
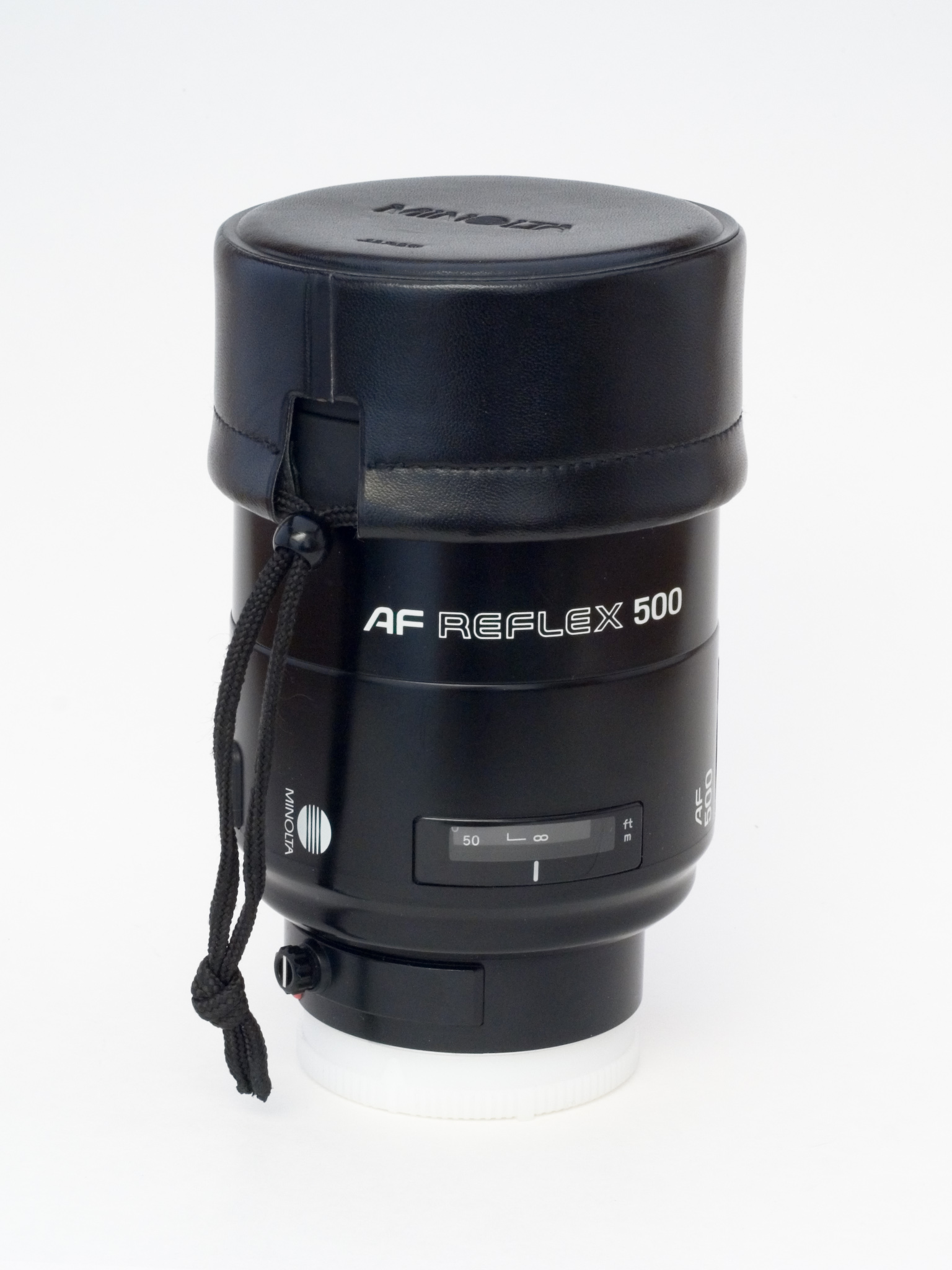
Minolta Reflex 500mm 安装遮光罩与皮套
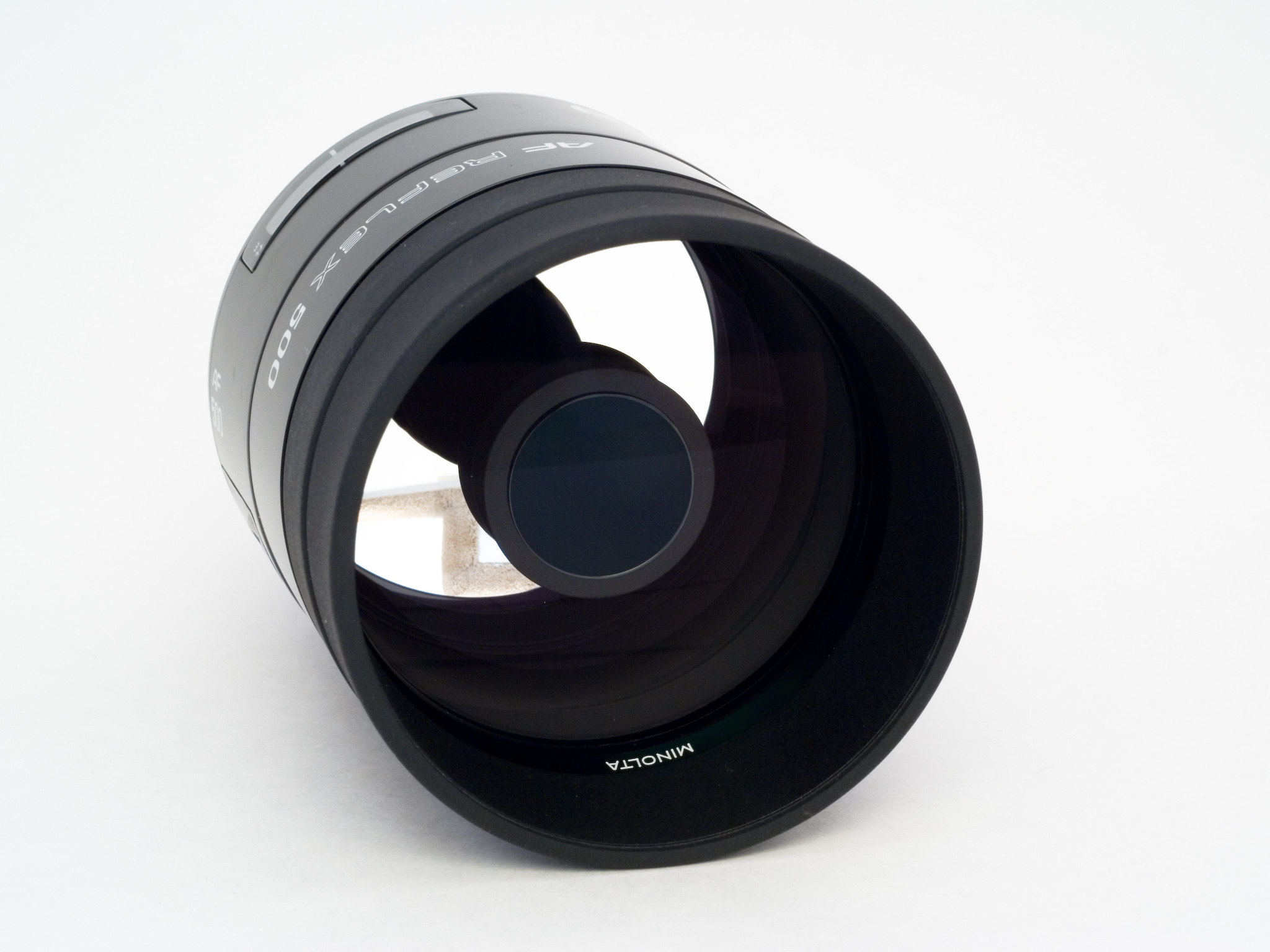
Minolta Reflex 500mm 反射镜
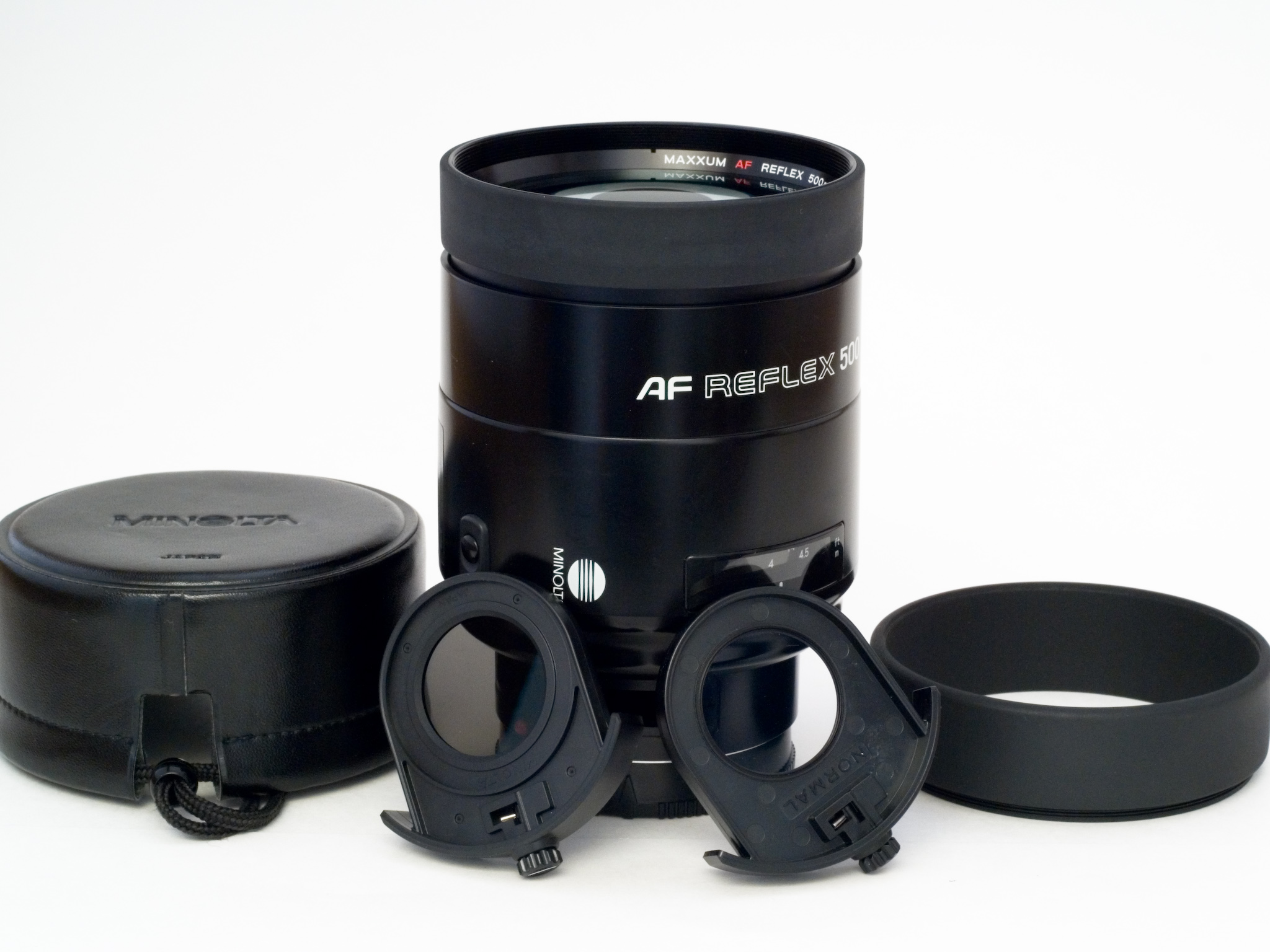
Minolta Reflex 500mm 套装